# Barbara Duden (Historikerin)
Barbara Duden (* 27. August 1942 in Greifswald) ist eine deutsche Medizinhistorikerin, Geschlechterforscherin und emeritierte Professorin an der Leibniz Universität Hannover. Sie gilt als Pionierin der Körpergeschichte und war wesentlich daran beteiligt, den Körper als Gegenstand der Geschichtswissenschaft zu etablieren.

## Leben
Barbara Duden ist die Tochter des Mannheimer Juristen Herdin Hans Duden, einem Enkel Konrad Dudens. Ihre Kindheit verbrachte sie mit ihrer Zwillingsschwester Alexa Duden bei ihrem Großvater Paul Duden am Schliersee in Bayern. Sie machte ihr Abitur 1962 am Helene-Lange-Gymnasium in Frankfurt-Höchst und studierte von 1963 bis 1970 Geschichte und Anglistik in Wien und an der Technischen Universität Berlin.

## Wirken
Barbara Duden gehörte zu den feministischen Historikerinnen der Zweiten Frauenbewegung. 1976 wirkte sie bei der ersten Frauensommeruniversität an der Freien Universität Berlin mit und war Mitbegründerin der Frauenzeitschrift „Courage“, die in der damaligen autonomen Frauenbewegung Westdeutschlands eine besondere Rolle spielte.
1986 wurde sie in Berlin mit der Dissertation Geschichte unter der Haut. Ein Eisenacher Arzt und seine Patientinnen um 1730 promoviert. Gegenstand der Arbeit ist Johann Storch (1681–1751), der umfangreiche Aufzeichnungen zur Krankengeschichte seiner Patientinnen hinterließ und hierdurch Aufschlüsse über die für die ärztliche Praxis seiner Zeit leitenden Vorstellungen vom Körper und Körperinneren der Frau ermöglichte. Ihre Studie hat in der deutschsprachigen Forschung den Körper erstmals als historisch und kulturell bedingtes Konzept begriffen und gilt als ein Schlüsselwerk der Geschlechterforschung.
Von 1986 bis 1990 lehrte Barbara Duden an verschiedenen Universitäten in den USA. Anschließend war sie am Institut für Empirische Kulturwissenschaft in Hannover tätig. 1993 habilitierte sie sich mit einer Arbeit über grafische Darstellungen des Ungeborenen zwischen 1492 und 1799 in anatomischen Atlanten. Ab 1997 lehrte sie am Institut für Soziologie und Sozialpsychologie der Universität Hannover. Ihr Forschungs- und Lehrgebiet umfasst Kultursoziologie, gesellschafts- und kulturhistorische Frauen- und Geschlechterforschung und Medizingeschichte. 2012/2013 war sie Fellow am Institut d’Études Avancées de Nantes und hatte einen Lehrauftrag an der Universität Paris-Diderot zum Thema Risk, Risk-consciousness and the displacement of common sense perception. Im Wintersemester 2013/2014 übernahm Barbara Duden die Käthe-Leichter-Gastprofessur für Frauen- und Geschlechterforschung an der Universität Wien.
Duden ist eine Vertreterin sozialgeschichtlich und kulturwissenschaftlich orientierter Genderforschung zur Geschichtlichkeit der Wahrnehmung und Selbstwahrnehmung der Frau. Nach ihrer Auffassung ist diese bis heute geprägt durch einen seit dem 18. Jahrhundert aufgekommenen, im 19. Jahrhundert zur Dominanz gelangten wissenschaftlich-rationalen Diskurs, der Frauen „entkörperlicht“ und gesellschaftlich instrumentalisiert. Dabei kritisiert sie auch eine Genderforschung, die sich ganz auf die Diskursanalyse konzentriert und die Wirkkraft des Körpers abstreitet.
Ihre medizingeschichtlichen Forschungen verstehen sich zugleich als Medizinkritik. Sie bezieht sich hierbei unter anderem auf Ivan Illich und gehört zu den Initiatoren des Bremer Circle for Research on Proportionality (CROP), der Fragestellungen Illichs weiterzuentwickeln versucht.

## Auszeichnungen
- 1993 Eileen Basker Memorial Award für ihre Studie The Woman Beneath the Skin. A doctor's patients in eighteenth-century Germany, American Anthropological Society[5]
- 1993 Award: Women in Science, History of Science Society, USA
- 2016 Ehrendoktor der Universität Basel

## Schriften (Auswahl)
- Geschichte unter der Haut. Ein Eisenacher Arzt und seine Patientinnen um 1730. Klett-Cotta, Stuttgart 1987, ISBN 3-608-93113-9.
- Der Frauenleib als öffentlicher Ort. Vom Mißbrauch des Begriffs Leben (= Luchterhand Essay, 9). Luchterhand, Hamburg 1991, ISBN 3-630-87109-7.
- Anatomie der guten Hoffnung. Bilder vom ungeborenen Menschen 1500–1800. Klett-Cotta, Stuttgart 1996, ISBN 3-608-91656-3.
- mit Jürgen Schlumbohm und Jacques Gelis: Rituale der Geburt. Eine Kulturgeschichte. C. H. Beck, München 1998, ISBN 3-406-42080-X.
- Die Gene im Kopf – der Fötus im Bauch. Historisches zum Frauenkörper. Offizin, Hannover 2002, ISBN 3-930345-33-1.
- mit Silja Samerski und Kirsten Vogeler: Die gesichtslose Patientin. Wie Menschen hinter Daten verschwinden. Mabuse Verlag, Frankfurt 2014, ISBN 978-3-86321-184-4.

Als Herausgeberin
- mit Uta von Winterfeld und Adelheid Biesecker: Vom Zwischenruf zum Kontrapunkt. Frauen – Wissenschaft – Natur. Ein Frauenkongreß. Kleine Verlags-GmbH, Bielefeld 1997, ISBN 3-89370-247-4.
- mit Jürgen Schlumbohm und Patrice Veit: Geschichte des Ungeborenen. Zur Erfahrungs- und Wissenschaftsgeschichte der Schwangerschaft (= Veröffentlichungen des Max-Planck-Instituts für Geschichte, 170). Vandenhoeck & Ruprecht, Göttingen 2002, ISBN 3-525-35182-8.
- mit Dorothea Noeres: Auf den Spuren des Körpers in einer technogenen Welt (= Schriftenreihe der Internationalen Frauenuniversität «Technik und Kultur», 4). Leske und Budrich, Opladen 2002, ISBN 3-8100-3310-3.
- Geschichte in Geschichten. Ein historisches Lesebuch. Campus, Frankfurt am Main 2003, ISBN 3-593-37252-5.